# ヒカリ屋
ヒカリ屋（ひかりや）は、滋賀県草津市で食料品店から発展したスーパーマーケットである。1986年（昭和61年）には売上高100億円を上げて、滋賀県内に本社を置く小売業で平和堂の1,358億円に次ぐ2位となった。

## 沿革
- 1949年（昭和24年）3月[2] - 佃光蔵が滋賀県草津市大路527番地で[1]繊維小売を創業[2]。
- 1961年（昭和36年）2月26日 - 資本金150万円で「株式会社 主婦の店ひかりや」を設立し、法人化[1]。
- 1968年（昭和43年）
  - 2月 - 社名を「株式会社 ヒカリ屋」に変更し、草津市大路1-14-1に本店を移転[2]。
  - 4月 - 草津市大路1-14-1に新店舗が完成[2]。
  - 4月 - 資本金1,500万円で「株式会社 ニューヒカリ屋」を設立[7]。
  - 9月 - 大阪市住吉区中加賀屋に大阪店を出店[2]。
- 1987年（昭和62年）4月 - 佃光蔵（社長〈創業者〉）が死去し[8]、佃あや子が社長に就任[注 1][10]。
- 1989年（平成元年）4月 - 草津店開店に際し、ダイエーと業務提携を行う[4]。商品供給や仕入・人材の受け入れなどを行った[4]。
- 1990年（平成2年）[4] - ダイエーが当社の株式の過半を約90億円で取得して子会社化し[5]、社長にダイエー出身の山崎誠一専務が昇格してダイエーの傘下となる[4]。この株式の譲渡により、佃あや子が滋賀県の高額納税者番付で1位となり[11]、全国の高額納税者番付では8位となった[9]。

## かつて存在した店舗

### 滋賀県
- 主婦の店ひかりや（草津市大路1-7-5[12][13]）

売場面積169 m2
- ニューヒカリ屋 → 草津店（草津市大路大路1-14-1[14]、1968年（昭和43年）4月開店[15]）

鉄筋コンクリート造・4階建て。売場面積3,830 m2
- 草津店（草津市、1989年（平成元年）4月1日開店[17] - 2005年（平成17年）11月末閉店[18]）

エルティ932（売場面積13,925 m2）の核店舗として地下1階から地上4階までの約7,600 m2に出店していた。
- 八日市店（八日市市本町14-15[2]、1967年（昭和42年）6月開店[2]）

鉄筋コンクリート造・4階建て。売場面積1,183 m2
店舗跡は改修して2016年（平成28年）4月20日に「まちかど情報館」が開館した。
- 瀬田店（大津市一里山1-3-1[3][22]、1975年（昭和50年）12月3日開店[23][22]）

敷地面積約13,791 m2、鉄骨一部鉄筋コンクリート造地上4階建て塔屋1階、延べ床面積約21,453 m2、店舗面積約8,340 m2（当社店舗面積約4,551 m2）、駐車台数約1,000台。
瀬田駅前に出店していた。

### 京都府
- 京都店（京都市北区鞍馬口通室町東入小山町226[25]、1970年（昭和45年）11月開店[26]）

延べ床面積4,065 m2、売場面積500 m2
協同組合烏丸マート（売場面積970 m2）の鞍楽ハウディに出店していた。
- 山科店（京都市山科区椥辻草海道町15[3][27][28]、1973年（昭和48年）11月1日開店[27]）

敷地面積約3,573 m2、鉄骨鉄筋コンクリート造地上4階建て塔屋1階、延べ床面積約7,479 m2 → 約8,974 m2、店舗面積約4,476 m2（当社店舗面積約2,563 m2） → 約5,142 m2、駐車台数約600台。
- 小倉店（宇治市小倉町西浦98[30]）

### 大阪府
- 大阪店（大阪市住吉区中加賀屋2-9-24[3][31]、1968年（昭和43年）9月開店[2]）

延べ床面積2,996 m2、売場面積1,622 m2

## 過去に存在した関連会社
- 株式会社 ニューヒカリ屋（草津市大路1-14-1[7]、1968年（昭和43年）4月設立[7]、スーパーマーケット[7]、資本金1,500万円[7]）

1986年（昭和61年）には売上高92億円を上げて、滋賀県内に本社を置く小売業で平和堂の1,358億円と「ヒカリ屋」の100億円に次ぐ3位となった。